# Kirche Oppach

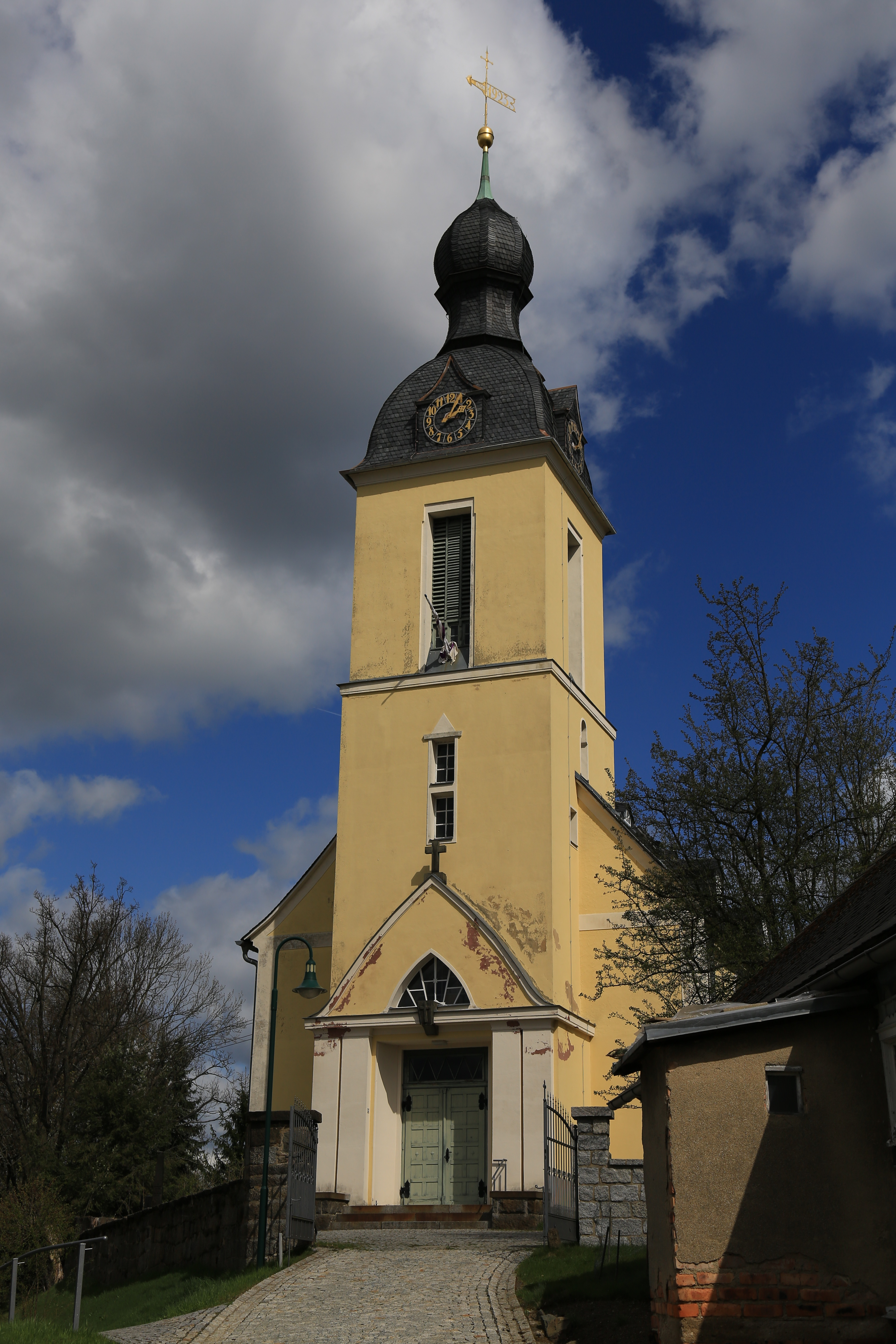
Kirche Oppach

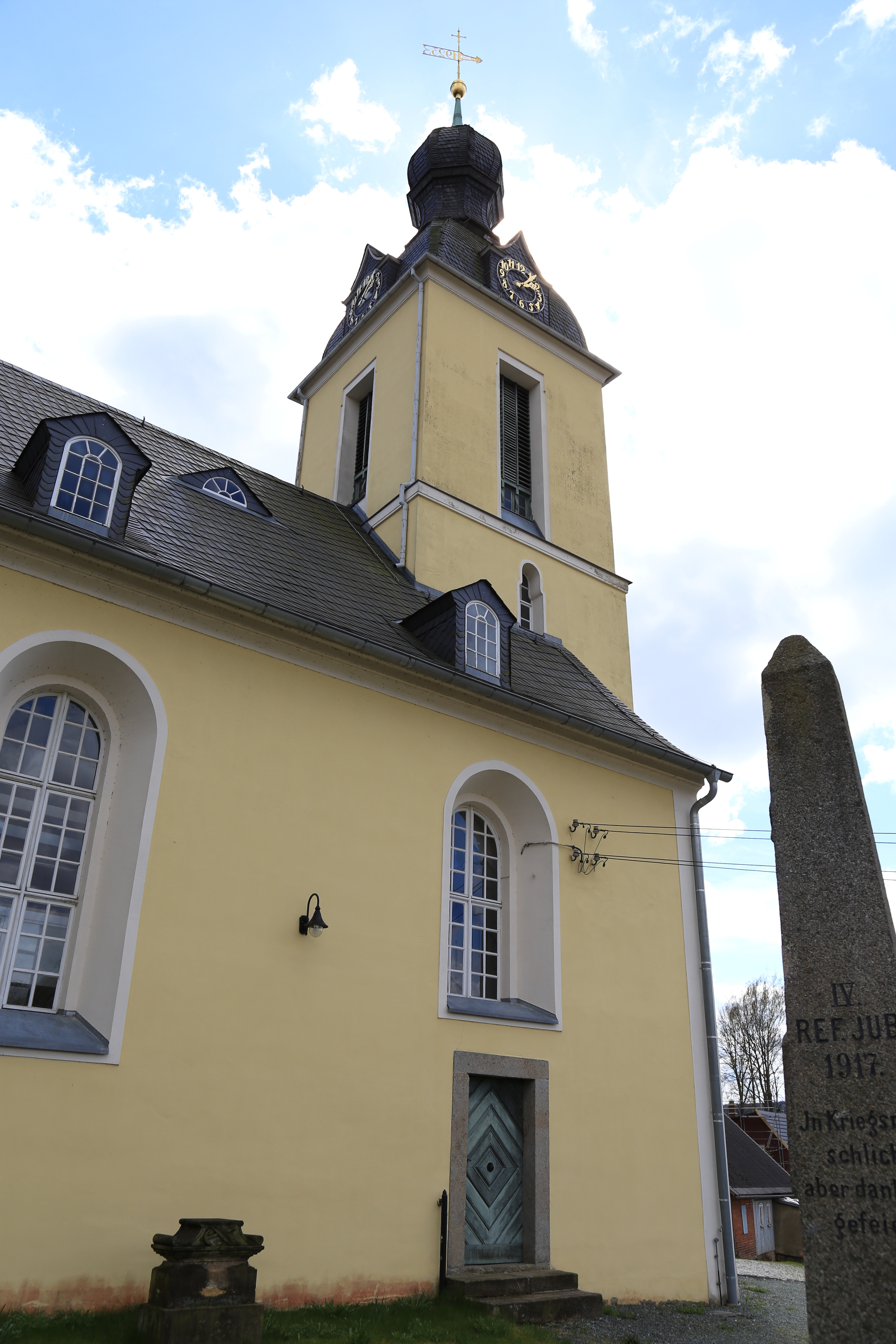
Nordostansicht

Die evangelische Kirche Oppach ist eine barockisierte Saalkirche in Oppach im Landkreis Görlitz in Sachsen. Sie gehört zum Kirchspiel Oberes Spreetal im Kirchenbezirk Löbau-Zittau der Evangelisch-Lutherischen Landeskirche Sachsens.

## Geschichte und Architektur
Die große Saalkirche wurde erstmals zu Beginn des 14. Jahrhunderts erwähnt; in den Jahren 1785–87 erfolgten umfangreiche Erweiterungen. Im Jahr 1858 wurde das Tonnengewölbe eingezogen, im Jahr 1873 wurde der Orgelchor vergrößert. Eine Restaurierung des Inneren wurde 1868 vorgenommen.
Das Bauwerk ist als verputzter Bruchsteinbau mit Dreiachtelschluss und Satteldach ausgeführt. Zwischen Chor und Saal sind an der Nord- und Südseite Anbauten eingefügt. Der teils in den Saal integrierte Westturm auf rechteckigem Grundriss endet in einer geschweiften Haube mit Laterne, die Wetterfahne trägt die Jahreszahl 1786. Das Eingangsportal an der Westseite in von doppelten seitlichen Pilastern flankiert, darüber erhebt sich ein leicht geschweifter Dreieckgiebel. An der Südseite ist ein schlichtes Portal angeordnet, mit der Jahreszahl 1786 im Schlussstein.
Der schlichte helle Saal ist tonnengewölbt und endet im Osten in einer Halbkuppel. Zweigeschossige Emporen mit schlichten Brüstungen fassen den Raum an der Nord- und Südseite ein, an der Westseite ist die Orgelempore eingebaut.

## Ausstattung
Das Hauptstück der Ausstattung ist ein gedrungener, kathederartiger Kanzelaltar in Empireformen; er ist mit einem hölzernen Kanzelbau mit abgerundeten, kannelierten Seitenteilen versehen, an denen Festons hängen. Davor ist ein Flügelaltar von Günther Blechschmidt aus Oppach von 1925 aufgestellt, er zeigt im Mittelteil den segnenden Christus nach Cima da Conegliano, in den Flügeln die Apostel Petrus und Paulus nach Albrecht Dürer. Ein 1880 datiertes, verkröpftes Gesims schließt den Aufbau ab.
Der Orgelprospekt wurde von Johann Gottfried Miersch im Jahr 1808 geschaffen, das heutige Werk enthält 23 Register auf zwei Manualen und Pedal wurde im Jahr 1924 von Eule Orgelbau geliefert.
An den Außenwänden der Kirche sind mehrere Grabdenkmäler des 16. bis 19. Jahrhunderts beachtenswert, darunter das Sandsteinepitaph für Dorothea von Rechenberg geborene von Naß († 1553) mit vertieftem langgestrecktem Wappenfeld, das von einem Inschriftenband umgeben ist. In den gleichen Formen ist das Epitaph für Dorothea von Rechenberg, geborene von Nerz († 1553) ausgeführt.